# Jamblinne
Jamblinne is een dorp in de Belgische provincie Namen. Het ligt in Villers-sur-Lesse, een deelgemeente van de stad Rochefort. Jamblinne ligt anderhalve kilometer ten noordoosten van het dorpscentrum van Villers-sur-Lesse, aan de overkant van de Lesse, ter hoogte van de monding van de Vachaux.

## Geschiedenis
Op het eind van het ancien régime werd Jamblinne een gemeente, maar in 1811 werd deze al opgeheven en Jamblinne werd bij Villers-sur-Lesse gevoegd.

## Bezienswaardigheden
- de Chapelle Saint-Barthélemy
- de Ferme de Jamblinne, een grote oude hoeve

Deelgemeenten: Ave-et-Auffe · Buissonville · Éprave · Han-sur-Lesse · Jemelle · Lavaux-Sainte-Anne · Lessive · Mont-Gauthier · Rochefort · Villers-sur-Lesse · Wavreille

Overige dorpen en gehuchten: Auffe · Ave · Belvaux · Briquemont · Forzée · Frandeux · Génimont · Hamerenne · Havrenne · Jamblinne · Laloux · Navaugle · Vignée

Belgische gemeenten · arrondissement Dinant · provincie Namen · Wallonië